# Джек Клагмен
Джек Клагмен (англ. Jack Klugman; 27 квітня 1922 — 24 грудня 2012, Лос-Анджелес) — американський актор, зірка американських серіалів 1970-х та 1980-х.
Найбільшу популярність здобув завдяки ролі медексперта Квінсі в однойменному серіалі («Квінсі М.Е.»), а також грі у «Дивній парочці» (в оригіналі — «The Odd Couple»).
Є володарем кінопремії «Золотий глобус» і тричі лауреат «Еммі». Його ім‘я є й на одній із зірок голлівудської Алеї слави. На Різдво поруч із зіркою на тротуарі поставили жалобний вінок.

## Фільмографія
| Рік  |    | Українська назва          | Оригінальна назва         | Роль |
| ---- | -- | ------------------------- | ------------------------- | ---- |
| 1952 | ф  | Grubstake                 | Grubstake                 |      |
| 1957 | ф  | 12 розгніваних чоловіків  | 12 Angry Men              |      |
| 1958 | ф  | Cry Terror!               | Cry Terror!               |      |
| 1962 | ф  | Days of Wine and Roses    | Days of Wine and Roses    |      |
| 1963 | ф  | I Could Go On Singing     | I Could Go On Singing     |      |
| 1965 | ф  | Je vous salue, mafia!     | Je vous salue, mafia!     |      |
| 1968 | ф  | The Detective             | The Detective             |      |
| 1968 | ф  | Спліт                     | The Split                 |      |
| 1969 | ф  | Goodbye, Columbus         | Goodbye, Columbus         |      |
| 1976 | ф  | Two-Minute Warning        | Two-Minute Warning        |      |
| 1996 | тф | The Twilight of the Golds | The Twilight of the Golds |      |
| 2006 | ф  | When Do We Eat?           | When Do We Eat?           |      |